# Otroeda vesperina
Otroeda vesperina is een vlinder uit de familie spinneruilen (Erebidae), onderfamilie donsvlinders (Lymantriinae). De wetenschappelijke naam van deze soort is voor het eerst geldig gepubliceerd in 1854 door Walker.
De soort komt voor in tropisch Afrika.